# Prix Mergier-Bourdeix
Der Prix Mergier-Bourdeix der Académie des Sciences wird für herausragende Leistungen in Mathematik oder Naturwissenschaften an junge französische Nachwuchswissenschaftler verliehen.
Er wird seit 1988 vergeben, in jüngster Zeit zumeist alle zwei Jahre. Er ist mit 45.000 Euro dotiert (vor 2015 mit 20.000 Euro). Er ist ein Grand Prix der französischen Akademie der Wissenschaften. In der Regel wird er nicht aufgeteilt. Er wird der Satzung nach für Leistungen in der Grundlagenforschung vergeben, die nicht auf unmittelbare kommerzielle Anwendung zielen.
Der Preis ist nach Paul Louis Mergier und Suzanne Bourdeix benannt.

## Preisträger
- 1988 Jean Écalle, Mathematik
- 1989 François Mathey, Chemie
- 1990 Thibault Damour, Physik
- 1992 Jean Dalibard, Physik, Jean Weissenbach, Molekulargenetik
- 1993 Marc-André Delsuc, Untersuchung von Biomolekülen mit NMR
- 1994 Jean-Pierre Demailly, Mathematik
- 1995 Didier Roux, Physikochemiker
- 1996 Jean-Loup Waldspurger, Mathematik
- 1997 Anne Dejean-Assémat, Krebsforschung
- 1998 Claude Jaupart, Vulkanologe
- 1999 Mireille Blanchard-Desce, Chemie
- 2000 Christophe Salomon, Physik (Laserkühlung)
- 2001 Emiliana Borrelli, molekulare Neurobiologie
- 2002 Fabrice Béthuel, Mathematik
- 2004 Hugues de Thé Biochemie
- 2005 Terence Strick, Biologie und mechanische Eigenschaften einzelner Moleküle
- 2008 Guido Kroemer, Apoptose
- 2009 Alessandro Morbidelli, Himmelsmechanik
- 2011 Vincent Artero, Biochemie
- 2013 Sylvia Serfati, Mathematik, Pierre Vanhove, Physik
- 2015 Lluis Quintana-Murci, Humangenetik
- 2017 Olivier Pouliquien, granulare Materialien
- 2018 Damien Baigl, Chemie
- 2019 Slava Rychkov, Physik
- 2021 Pascale Senellart-Mardon, Physik
- 2023 Emmanuel Dormy, Mathematik[1]
- 2024 Gwendal Feve, Physik[2]